# Trota ze Salerna
Trota ze Salerna byla lékařka a spisovatelka z jihoitalského pobřežního města Salerna, která žila na počátku nebo v polovině 12. století. Její věhlas se ve 12. a 13. století rozšířil až do Francie a Anglie.  Latinský text, který zachycoval některé z jejích terapií (a popisoval léčení, které prováděla), byl začleněn do souboru pojednání o ženském lékařství, který se stal známým jako Trotula, „malá kniha [zvaná] 'Trotula'“. Postupem času si čtenáři přestali uvědomovat, že se jedná o dílo tří různých autorů. Nebyli si také vědomi jména historické spisovatelky, jež bylo „Trota“, nikoliv „Trotula“. Později tak byl za autora celého kompendia považován neexistující spisovatel „Trotula“. Tyto mylné představy o autorce Trotuly přispěly ke ztrátě povědomí o jejím jménu, pohlaví, úrovni vzdělání a lékařských znalostech nebo době, v níž texty vznikly; tento trend byl často důsledkem předsudků pozdějších badatelů. Trotino autentické dílo (včetně sbírky jejích zákroků, známé jako Praktická medicína podle Troty) bylo zapomenuto, dokud nebylo znovuobjeveno koncem 20. století.